# Kasteel Hoogveld (Veldegem)

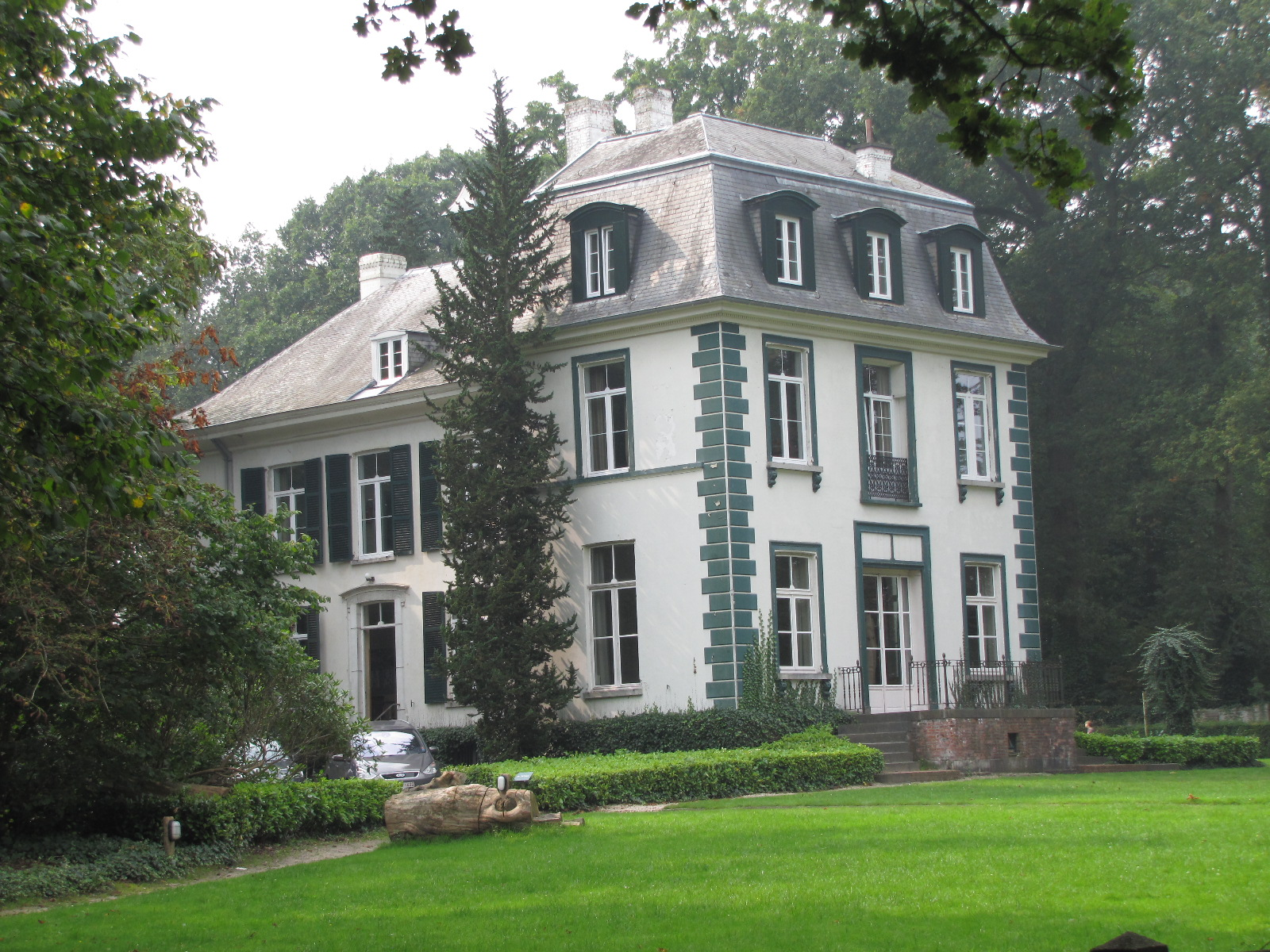
Kasteel Hoogveld

Kasteel Hoogveld is een kasteel in de tot de West-Vlaamse gemeente Zedelgem behorende plaats Veldegem, gelegen aan Hoogveld 4.

## Geschiedenis
Einde 18e eeuw was op de plaats van het huidige kasteel nog woeste grond, een uitloper van het Bulskampveld. In de eerste helft van de 19e eeuw werd het gebied ontgonnen en beplant met bos, waarbij de dreven in een rasterpatroon werden aangelegd.
In 1846-1847 werden twee rechthoekige percelen in dit gebied ontwikkeld door Antonius Herrebout, arts te Brugge. Hij liet een boerenwoning met schuur en bakhuis bouwen. Omstreeks 1861 werd dan het kasteeltje gebouwd. Een kapel was al vóór 1882 aanwezig.
In 1889 was het kasteeltje eigendom van Clement van Outryve d'Ydewalle-de Thibault de Boesinghe. Het werd uitgebreid waarbij de boerenwoning verdween. In 1920 werd het gebied, voorheen tot de gemeente Ruddervoorde behorend, bij de nieuwe gemeente Veldegem gevoegd. Vanaf 1913 was het echtpaar Raoul van Zuylen van Nyevelt-de Spoelberch eigenaar. Er werd toen enige uitbreiding van het kasteeltje gerealiseerd. In de jaren 60 van de 20e eeuw kwam het kasteel door erfenis aan het echtpaar Alain d'Udekem d'Acoz en Myriam de Potter de ten Broeck, een nicht van Raoul. In 1982 verkochten ze het domein aan de VKSJ, die in 1985 een paviljoen op het terrein liet bouwen.

## Gebouw
Het gebouw is min of meer kruisvormig. Het heeft een noord- en een zuidvleugel, en in het westen is een vijfhoekige uitbouw, die onder meer een kapel bevat. Het interieur is eenvoudig en bevat neoclassicistische elementen.
Uit omstreeks 1920 is verder een woning in de zuidwesthoek van het domein, een voormalige boerderij met een kapel welke een vierkante plattegrond heeft en gedekt wordt door een tentdak. Ook is er een achthoekig theehuisje en een park met enkele monumentale bomen.